# 韦索布伦
韦索布伦是德国巴伐利亚州魏尔海姆-雄高县的一个市。